# Skeleton-America’s-Cup 2007/08
In der Saison 2007/08 wurde der America’s Cup der Skeletonfahrer zum achten Mal ausgetragen. Der Wettbewerb gehörte neben dem Europacup zum Unterbau des erstmals ausgetragenen Intercontinentalcups sowie des Weltcups.
Startberechtigt waren jeweils fünf Athleten und Athletinnen der kanadischen, US-amerikanischen und japanischen Verbände sowie vier Starter aus Südkorea (nur bei den Männern), Australien und Neuseeland. Allen nicht schon aufgeführten Ländern des amerikanischen Doppelkontinents, Asiens und Australien und Ozeaniens standen jeweils drei Startplätze zu. Den restlichen Ländern aus Europa und Afrika waren jeweils zwei Startplätze erlaubt.

## Männer

### Veranstaltungen
| Datum           | Ort         | Sieger        | Zweiter        | Dritter         |
| --------------- | ----------- | ------------- | -------------- | --------------- |
| 11. Januar 2008 | Park City   | Jeff Pain     | Chris Type     | Yūki Sasahara   |
| 12. Januar 2008 | Park City   | Yūki Sasahara | Yuzuru Hanyūda | Paul Fraser     |
| 19. Januar 2008 | Calgary     | Jeff Pain     | Andy Wood      | Michi Halilovic |
| 20. Januar 2008 | Calgary     | Jamie Landry  | Iain Roberts   | John Fairbairn  |
| 4. April 2008   | Lake Placid | John Daly     | Caleb Smith    | Sebastian Haupt |
| 5. April 2008   | Lake Placid | John Daly     | Frank Rommel   | Chris Burgess   |

### Männer-Einzelwertung
| Platz | Sportler           | Land               | Punkte |
| ----- | ------------------ | ------------------ | ------ |
| 1     | Yūki Sasahara      | Japan              | 258    |
| 2     | Chris Burgess      | Vereinigte Staaten | 229    |
| 3     | Yuzuru Hanyūda     | Japan              | 210    |
| 4     | Charles Wlodarczak | Kanada             | 199    |
| 5     | Jamie Landry       | Kanada             | 187    |
| 6     | John Fairbairn     | Kanada             | 175    |
|       | Hiroatsu Takahashi | Japan              | 175    |
| 8     | John Daly          | Vereinigte Staaten | 150    |
|       | Jeff Pain          | Kanada             | 150    |
| 10    | Jun Takeuchi       | Japan              | 146    |

## Frauen

### Veranstaltungen
| Datum           | Ort         | Sieger           | Zweiter              | Dritter           |
| --------------- | ----------- | ---------------- | -------------------- | ----------------- |
| 11. Januar 2008 | Park City   | Louise Corcoran  | Donna Creighton      | Samantha Backwell |
| 12. Januar 2008 | Park City   | Teniele Richards | Darla Deschamps      | Cassie Revelli    |
| 19. Januar 2008 | Calgary     | Katharina Heinz  | Julia Eichhorn       | Rebecca Sorensen  |
| 20. Januar 2008 | Calgary     | Louise Corcoran  | Keslie Ann Tomlinson | Rebecca Sorensen  |
| 4. April 2008   | Lake Placid | Anja Huber       | Marion Trott         | Shelley Rudman    |
| 5. April 2008   | Lake Placid | Shelley Rudman   | Anja Huber           | Anne O’Shea       |

### Frauen-Einzelwertung
| Platz | Sportler           | Land               | Punkte |
| ----- | ------------------ | ------------------ | ------ |
| 1     | Louise Corcoran    | Neuseeland         | 248    |
| 2     | Darla Deschamps    | Kanada             | 224    |
| 3     | Cassie Revelli     | Vereinigte Staaten | 204    |
| 4     | Teniele Richards   | Australien         | 194    |
| 5     | Rebecca Sorensen   | Vereinigte Staaten | 191    |
| 6     | Kimber Gabryszak   | Vereinigte Staaten | 149    |
| 7     | Micaela Widmer     | Kanada             | 148    |
| 8     | Anja Huber         | Deutschland        | 140    |
|       | Shannon Hinds      | Kanada             | 140    |
| 10    | Michelle Bartleman | Kanada             | 134    |